# Strach vysoty
Strach vysoty (Страх высоты) è un film del 1975 diretto da Aleksandr Vladimirovič Surin.

## Trama
Il giorno della brillante difesa della sua tesi, un giovane scienziato muore inaspettatamente. Un'indagine sugli eventi suggerisce si sia trattato di un incidente. Tuttavia, le discrepanze nelle testimonianze dei colleghi portano l'investigatore a considera l'ipotesi pensare che l'eroe abbia semplicemente utilizzato i risultati inediti del lavoro di altre persone.